# Jongerengemeenschappen
Jongerengemeenschappen was een vereniging (vzw) die de jeughuismethodiek uitwerkte en later een koepel van jeugdhuizen werd. Na verloop van tijd werd de afkorting JGM als de naam gebruikt. Door een fusie met een andere koepel , het VFJ, is dit nu formaat jeugdhuiswerk Vlaanderen

## Geschiedenis

### Jeugdhuizen ontstaan vanuit de chiro
Jongerengemeenschappen is een beweging die zijn ontstaan vindt in Chiro.
De volgende drie factoren speelden een rol bij de oprichting van de jongerengemeenschappen.
- Er was de roep van de chiroleiding en -leden naar gemengde ontmoetingsmogelijkheden.
- Chiro kenden begin jaren ’60 succes bij jongeren.

Een grote groep +16-jarigen had echter heel wat sympathie voor de Chirowerking en dergelijke activiteiten,
maar wilde niet in leiding stappen. Indien er voor deze groep niets ondernomen werd, betekende dit een groep sympathisanten
die voor Chiro verloren zouden gaan.
- De evolutie om als jeugdbewegingen bredere initiatieven op te zetten speelde ook binnen de Chiro.

Een eerste experimentele fase, van 1958 – 1960, beperkte zich tot het organiseren van studiekringen en gespreksavonden in het bisdom Antwerpen.
Vanaf 1961 werd het terrein uitgebreid naar het culturele, ontspannende en sportieve vlak in de jeugdclubs.
De publicatie van ‘Voor een parochiale Jeugdtehuiswerking’ tekende A.F. Peeters in 1963 krachtlijnen voor dit nieuw soort jeugdwerk.

In de grondlijnen van het parochiale jeugdtehuis bleven wel de principes en de methoden van de patronaatswerking herkenbaar. Namelijk; afgestemd op de grote massa, gebouwd op het gemeenschapsleven als vormingsmethode in de vrije tijd en als antwoord op de nood van de jongeren om zelfstandig en creatief aan hun leven te bouwen.
In de verbrede werking voor de kinderen werden een aantal reeds gegroeide werkvormen, zoals de jeugdcommuniebonden,
de Patclubwerking en de parochiale catechetische tijdswerking opgenomen.
Deze laatste moest evolueren van een louter onderricht van christelijke opvoeding naar een gemeenschapsleven.
Het doelpubliek waren 6 tot 14-jarigen.
In de jeugdtehuiswerking voor jongeren werd de aspirantenwerking (17 en 18-jarigen) gericht op de uitbouw van de jeugdclubs,
bedoeld voor 14 tot 18-jarigen. Deze werking wilde immers naast het eigen chiro-engagement tegemoetkomen aan een aantal specifieke noden en
behoeften: het verwerven van inzichten en standpunten over de problemen van de aankomende volwassenheid, een vooroefening in het nemen van
verantwoordelijkheden en voorbereiding op het leid(st)erschap.
Op deze principes sloot de werking van deze eerste jeugdhuizen aan.
Na 1963 werden veel van deze ideeën op tientallen en weldra honderden plaatsen in Vlaanderen in praktijk gebracht

Dit was slechts mogelijk dankzij een systematische begeleiding langs de verschillende kanalen (SB, IK, landdagen) van Chiro, gedurende meerdere jaren.
De nationale initiatieven vormden een andere lanceerbasis voor het jeugdtehuisidee.
De affiche van TOP ’64 (6) blokletterde: ‘Chiro, een jeugdtehuis’ en de landdag van Wieze in 1965 opende onder het thema: ‘Ruimte’.

### De koepel
Door de uitbreiding van dergelijke initiatieven over gans Vlaanderen groeide de behoefte aan een soort overkoepeling met een eigen secretariaat
en een eigen beroepskracht. In 1963 werd Jef Van den Audenaerde
als vrijgestelde aangenomen om de J-dienst verder uit te bouwen.
Jongerengemeenschappen (JGM) werd in het leven geroepen!
Er werd een eigen blad ‘Ontmoeting’ uitgegeven en er werd eigen kadervorming georganiseerd.
Eén maal per jaar werd een Trefdag georganiseerd waar alle medewerkers van jeugdhuizen konden samenkomen.
Deze evolutie leidde in 1969 tot de erkenning van ‘Jongerengemeenschappen’ als zelfstandige jongerenbeweging door de
Nationale Dienst voor de Jeugd. JGM bepaalde zijn opdracht als ‘een basisgemeenschap van jong-volwassenen vormen binnen het jeugdhuis’.
Men richtte zich met een animatieopdracht naar de vrijblijvende bezoeker en met een evangelisch geïnspireerde begeleiding naar de
kernleden van de jeugdclub.

### Jaren ’50 en ‘60
Midden jaren ’60 deed zich echter een wending voor op verschillende vlakken.
De nationale leiding paste de doelstellingen van de beweging aan. Het religieuze aspect verschoof geleidelijk naar de achtergrond
ten voordele van de maatschappelijke betrokkenheid. De klemtoon van de JGM-doelstellingen verschoof van een expliciet christelijk
naar een maatschappelijk opvoedingsproject. JGM begon over de grenzen van haar eigen werking te kijken. Voortaan moest er gewerkt
worden aan maatschappelijk engagement. Ook de uitgesproken parochiale instelling was verdwenen: ‘De jongerengemeenschappen zijn in wezen
UNIVERSEEL’ en richten zich principieel tot alle jongeren van die leeftijdsgroep’.
In 1975 werd het decreet op het landelijk jeugdwerk uitgevaardigd door het Bestuur voor Jeugdvorming, dat vanaf 1 januari 1976 in voege trad.
Het nieuwe decreet stelde als een van de basiscriteria voor erkenning als landelijke jeugdvereniging, het aannemen van een autonome
rechtspersoonlijkheid. Om officieel erkend te blijven nam JGM in 1975 een apart VZW-statuut aan.
Hierdoor gingen Chiro en JGM steeds verder hun eigen richting uit. De partners bleven nog wel onder één dak (Kipdorp 30 te 2000 Antwerpen), maar ontwikkelden op hun eigen manier, met hun eigen aanbod, hun eigen aangesloten leden en hun eigen leidingsmensen.
Het aantal aansluitingen nam tussen ’60 en ’70 sterk toe. Terwijl er in 1963 slechts 24 initiatieven aangesloten waren, waarvan de helft in Antwerpen gelegen waren, had Jongerengemeenschappen er in 1968 al 120, verspreid over heel Vlaanderen.
Tussen de jaren ’60 en ’70 groeide JGM uit tot een volwaardige en volwassen jeugdhuisbeweging.

### Jaren ’80 en ‘90
Deze periode was moeilijke periode. Het aantal aangesloten jeugdhuizen daalde halveerde in de loop van de jaren 80.
Een tendens die trouwens kenmerkend was voor het hele jeugdwerk.
Ongetwijfeld was het stilvallen van de naoorlogse babyboom een van de belangrijkste oorzaken. De generatie babyboomers die werd geboren
tussen 1950 en 1965, bereikte rond 1980 immers de volwassen leeftijd. Het aantal geboortes nam midden jaren ’60 gestadig af waardoor het aantal potentiële leden voor het jeugdwerk enkele jaren later ook begon af te nemen.
Een andere oorzaak van de vermindering van de aantrekkingskracht van het jeugdwerk was een mentaliteitswijziging bij vele jongeren.
De steeds dalende economische welvaart bracht een stijging van de werkloosheid met zich mee, die voornamelijk de groep –25jarigen trof.
Jongeren gingen zich meer naar zichzelf richten. Begrippen zoals engagement en participatie verdwenen bij velen uit hun leefwereld.
Hierdoor waren er ook minder mensen op de vormingsmomenten en werd men als het ware verplicht zijn achterban beter te raadplegen.
In het begin van de jaren ’90 kwam er een algemene heropbloei in het Vlaamse jeugdwerk. De vermindering van de werkloosheid zorgde
ervoor dat jongeren zich konden losmaken van de primaire economische behoeftes en zich terug meer konden toeleggen op de ontwikkeling
van hun vrijetijdsleven. Ook de inwerkingtreding van het Decreet voor het Plaatselijk Jeugdwerkbeleid speelde een belangrijke rol in de
jeugdhuisrevival.

### 2000 en de fusie
Vanaf 2000 was de verzuiling bijna volledig verdwenen en wilde nem een nieuw elan geven. De naam werd begin 2004 gewijzigd in de reeds gebruikte afkorting JGM.
In april 2004 stapte JGM naar VFJ en JeF en stelde voor een einde te maken aan de bijna
onzichtbare verzuiling en samen een sterkere koepel te worden. VFJ ging op het aanbod in. JeF koos voor een eigen weg.
Na wat aftasten kwamen de eerste stappen naar elkaar. Met de gemeenschappelijke opmaak van het beleidsplan 2007-2009 werd dan ook de echte
fusie voorbereid.
Vanaf januari 2007 bestaat Formaat vzw jeugdhuiswerk Vlaanderen als het resultaat.
Met de titel 0303 werd op 3 maart een groot fusiefeest gegeven en als kers op de taart volgde het verlaten van de beide kantoren naar
een nieuwe gemeenschappelijke locatie.

### Ontbinding
In de algemene vergadering van 24 september 2007 werd de vzw ontbonden en alles werd overgedragen aan de fusieorganisatie formaat jeugdhuiswerk Vlaanderen.

## Bekende leden van JGM
- Jef Van den Audenaarde